# Potentilla nilgerrensis
Potentilla nilgerrensis là loài thực vật có hoa trong họ Hoa hồng. Loài này được (Schltdl. ex J. Gay) Mabb. mô tả khoa học đầu tiên năm 2002.